# منتخب ترينيداد وتوباغو لاتحاد الرغبي للسيدات
منتخب ترينيداد وتوباغو لاتحاد الرغبي للسيدات (بالإنجليزية: Trinidad and Tobago women's national rugby union team)‏ هو ممثل ترينيداد وتوباغو الرسمي في المنافسات الدولية في اتحاد الرغبي للسيدات . تأسس في 3 ديسمبر 2003.